# Поможовічкі
Поможовічкі (пол. Pomorzowiczki, нім. Alt Wiendorf) — село в Польщі, у гміні Ґлубчиці Ґлубчицького повіту Опольського воєводства.
Населення — 95 осіб (2011).
У 1975-1998 роках село належало до Опольського воєводства.

## Демографія
Демографічна структура станом на 31 березня 2011 року:
|          | Загалом | Допрацездатний вік | Працездатний вік | Постпрацездатний вік |
| -------- | ------- | ------------------ | ---------------- | -------------------- |
| Чоловіки | 49      | 5                  | 39               | 5                    |
| Жінки    | 46      | 7                  | 20               | 19                   |
| Разом    | 95      | 12                 | 59               | 24                   |